# Sabin Merino
Sabin Merino Zuloaga (ur. 4 stycznia 1992 w Urduliz) – hiszpański piłkarz narodowości baskijskiej występujący na pozycji napastnika lub skrzydłowego w Racingu Ferrol.